# 释传真
释传真（1968年—），法号正宏，俗名李义将。安徽潁上人。

## 生平
1968年生。1987年在南京栖霞寺出家。1990年在常州天宁寺受戒。1988年入栖霞山佛学院。1993年入南京大学历史学系，研修历史、中文、佛学及外文等课程，是改革开放后较早进入大学（非佛学院）学习的僧人。现为南京栖霞寺监院兼知客、溧水无想寺监院。曾任南京九华山玄奘寺住持，2022年7月因牌位門風波被撤職。
传真法师是中国大陆首位涉獵电影创作的僧人，曾筹拍抗日影片《栖霞寺1937》和《三藏塔1942》。公开信息显示，他还和6家位于中国大陆的公司有关联。

## 爭議事件

### 牌位門
2022年7月，有中国大陆网友在视频平台上爆料，在传真法师担任住持的南京玄奘寺中，供奉着南京大屠杀主犯田中军吉、甲级战犯松井石根、乙級戰犯谷寿夫和丙级战犯野田毅，引爆舆论民憤，随后传真法师被撤换。

## 链接
- 《棲霞寺 １９３７》今日首映[永久]
- 《栖霞寺1937》将公映 演员编剧出席媒体见面会
- 象牙塔内的出家人